# Saturday Night (1922)
Saturday Night é um filme mudo de comédia romântica norte-americano de 1922, dirigido por Cecil B. DeMille e estrelado por Leatrice Joy, Conrad Nagel e Edith Roberts. Foi o primeiro filme de Leatrice Joy com DeMille.

## Elenco
- Leatrice Joy – Iris Van Suydam
- Conrad Nagel – Richard Prentiss
- Edith Roberts – Shamrock O'Day
- Jack Mower – Tom McGuire
- Julia Faye – Elsie Prentiss
- Edythe Chapman – Senhora Prentiss
- Theodore Roberts – Tio
- Sylvia Ashton – Senhora O'Day
- John Davidson – Conde Demitry Scardoff
- James Neill – Tompkins
- Winter Hall – Professor
- Lillian Leighton – Senhora Ferguson